# We Are Not Alone
We Are Not Alone és una pel·lícula dramàtica estatunidenca de 1939 dirigida per Edmund Goulding i protagonitzada per Paul Muni, Jane Bryan i Flora Robson. La pel·lícula està basada en la novel·la homònima de 1937 de James Hilton, que va guionar ell mateix juntament amb Milton Krims.

## Argument
Un metge contracta una dona com a mainadera per al seu fill. Quan la seva dona es posa gelosa, la tragèdia consumeix tots els implicats.

## Repartiment
- Paul Muni com Dr. David Newcome
- Jane Bryan com Leni Krafft
- Flora Robson com Jessica Newcome
- Raymond Severn com Gerald Newcome
- Una O'Connor com Susan
- Henry Daniell com Sir Ronald Dawson
- Montagu Love com Major Millman
- James Stephenson com Sir William Clintock
- Stanley Logan com Sir Guy Lockhead
- Cecil Kellaway com Jutge
- Alan Napier com Ardiaca
- Eily Malyon com Muller de l'Ardiaca
- Crauford Kent com Dr. Stacey
- Billy Bevan com Mr. Jones
- Holmes Herbert com Inspector de policia
- Colin Kenny com George
- Ethel Griffies com Mrs. Raymond
- Olaf Hytten com Mr. Clark (sense acreditar)

## Recepció
Frank Nugent va elogiar la pel·lícula a la seva ressenya de The New York Times, escrivint "la seva [de James Hilton] We Are Not Alone sorgeix com una pel·lícula d'una tendresa i bellesa rara, compassiva i greu, posseïda sobretot de la qualitat de la serenor... de les pel·lícules més ben escrites de l'any, una de les millor dirigides i, per descomptat, una de les més brillantment interpretades".